# 기다유부시
기다유부시(일본어: 義太夫節)는 일본 에도 시대 전기, 오사카의 다케모토 기다유(竹本義太夫)가 시작한 죠루리의 일종이다. 일본의 중요 무형문화재다. 덧붙여, 죠루리는 기다유부시를 말하는 것이라는 주장이 있으나 이것은 잘못된 것이다. 기다유부시는 어디까지나 죠루리의 하나의 유파(流派)이며 동일한 것은 아니다.
다케모토 기다유와 지카마쓰 몬자에몬(近松門左衛門)의 제휴로 창시된 이른바 '도류죠루리(當流淨瑠璃)'는, 그 이전의 죠루리와는 예술적으로 큰 차이가 있으며, 분명히 하나의 선을 긋는 것이었다. 이것은 일단 데이쿄(貞亨) 원년(1684년)의 다케모토좌(竹本座)의 출범을 그 성립 시기로 하고 있는데, 물론 현재의 기다유부시(선율)는 그 후 대대의 명수들이 더욱더 연구를 거듭함으로써 닦여진 것이다.
대본의 구성은 이른바 고죠루리(古淨瑠璃)와 마찬가지로 지문(地文)과, 사(詞：대화)로 이루어진 서사시체의 희곡인데, 자카마쓰에 의해서 그 문장미는 최고도로 높여져, 원칙적으로 5단조직이 확립되었다. 제재에 따라 크게 시대물(時代物)·실재물(實在物)의 두 개로 분류되는데, 내용은 전일곡(全一曲)의 주제보다도 각 단마다 반독립적인 소주제를 설정한 의리·인정의 전개가 요점이다.
원칙적으로 지문(地文)에는 아름다운 곡의 가락이나 억양이 붙여졌고, 사(詞)에는 대사적인 표현이 있게 마련이지만 긴 사에는 곡조를 단 부분을 집어넣어서 단조화되지 않게 연구되었으며, 특히 아름다운 가락을 붙여 모정(慕情)이나 비애 등을 강조하는 부분을 '타이름(설득)'이라고 해서 1곡 중에서 가장 주의깊게 듣게 하는 부분이 된다.
반주용의 샤미센은 다른 것보다 크며 '후토자오(太棹)'라고 불린다. 곡절(曲節)의 기록법에 있어서, 이야기하는 쪽은 '호마(胡麻)'라고 쓰이는 기호가 대본의 사장(詞章) 옆에 붙여져 있는데, 샤미센 쪽에도 '주(朱)'라고 쓰이는 독특한 악보가 고안되어, 곡의 전존(傳存)에 큰 역할을 다하고 있다.
희곡으로서는 5단까지 이어지는 장편이지만, 연주는 원칙적으로 한 장면을 각각 한 사람의 '다유(太夫)'와 샤미센이 담당, 한 사람의 입으로 인물 정경을 설명함으로써 무대의 인형에게 감정을 불어넣기 위해 음악적인 아름다움보다도 등장 인물의 성격 표현에 중점이 놓여진다. '죠루리'의 연주를 '노래부른다'고 하지 않고 '얘기한다'고 하는 의미도 바로 여기에 있다. 그러나 특수한 장면일 때에는 몇 명의 '다유'가 각각 등장인물을 한 사람씩 맡아서 합주하는 경우가 있으며, 샤미센도 몇 명이 합주할 경우가 많다.

## 같이 보기
- 가부키
- 샤미센

## 참고 자료
- 이 문서에는 다음커뮤니케이션(현 카카오)에서 GFDL 또는 CC-SA 라이선스로 배포한 글로벌 세계대백과사전의 내용을 기초로 작성된 글이 포함되어 있습니다.